# Partito Patriota
Il Partito Patriota (in spagnolo: Partido Patriota - PP) è stato un partito politico guatemalteco di orientamento liberale e social-conservatore; fondato da Otto Pérez Molina nel 2001, e dissolto nel 2017.

## Risultati elettorali
| Elezione                                     | Voti      | %     | Seggi    |
| -------------------------------------------- | --------- | ----- | -------- |
| Parlamentari 2003 (nella GANA: con MR e PSN) | 620.121   | 24,30 | 47 / 158 |
| Parlamentari 2007                            | 493.791   | 15,66 | 30 / 158 |
| Parlamentari 2011                            | 1.160.136 | 26,62 | 56 / 158 |
| Parlamentari 2015                            | 419.353   | 9,20  | 17 / 158 |

| Controllo di autorità | VIAF (EN) 139433728 |